# Glad

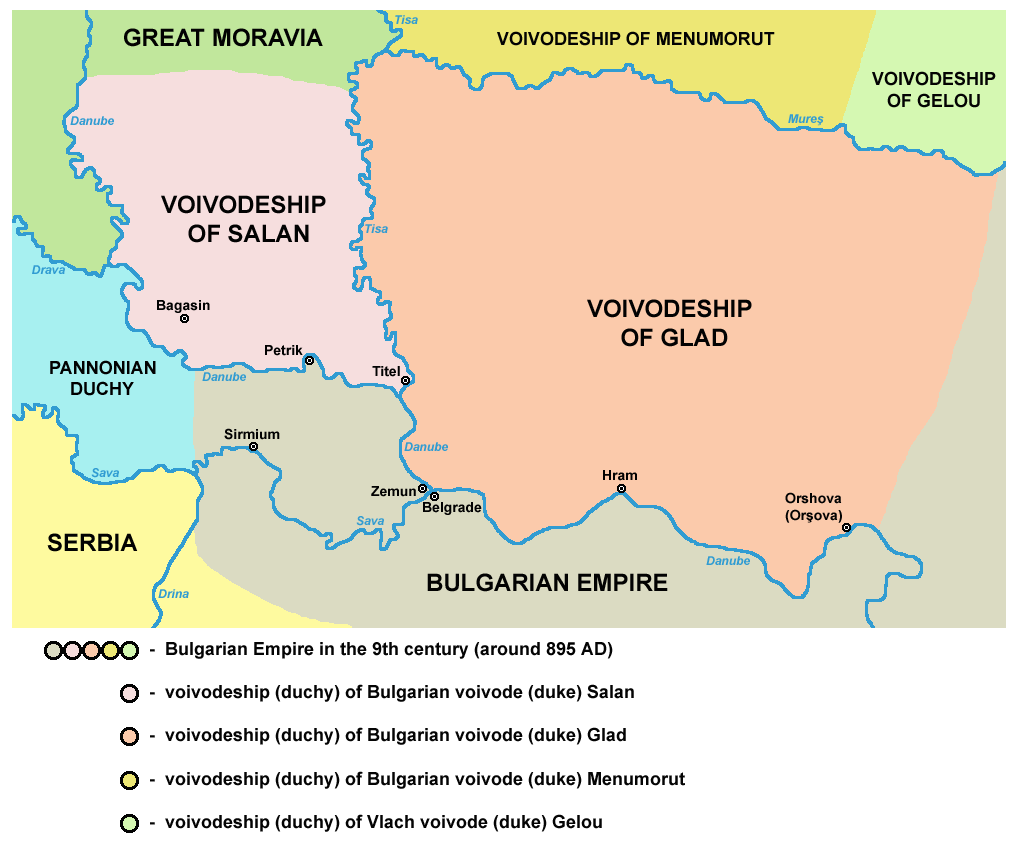
Domniemany obszar państwa Glada.

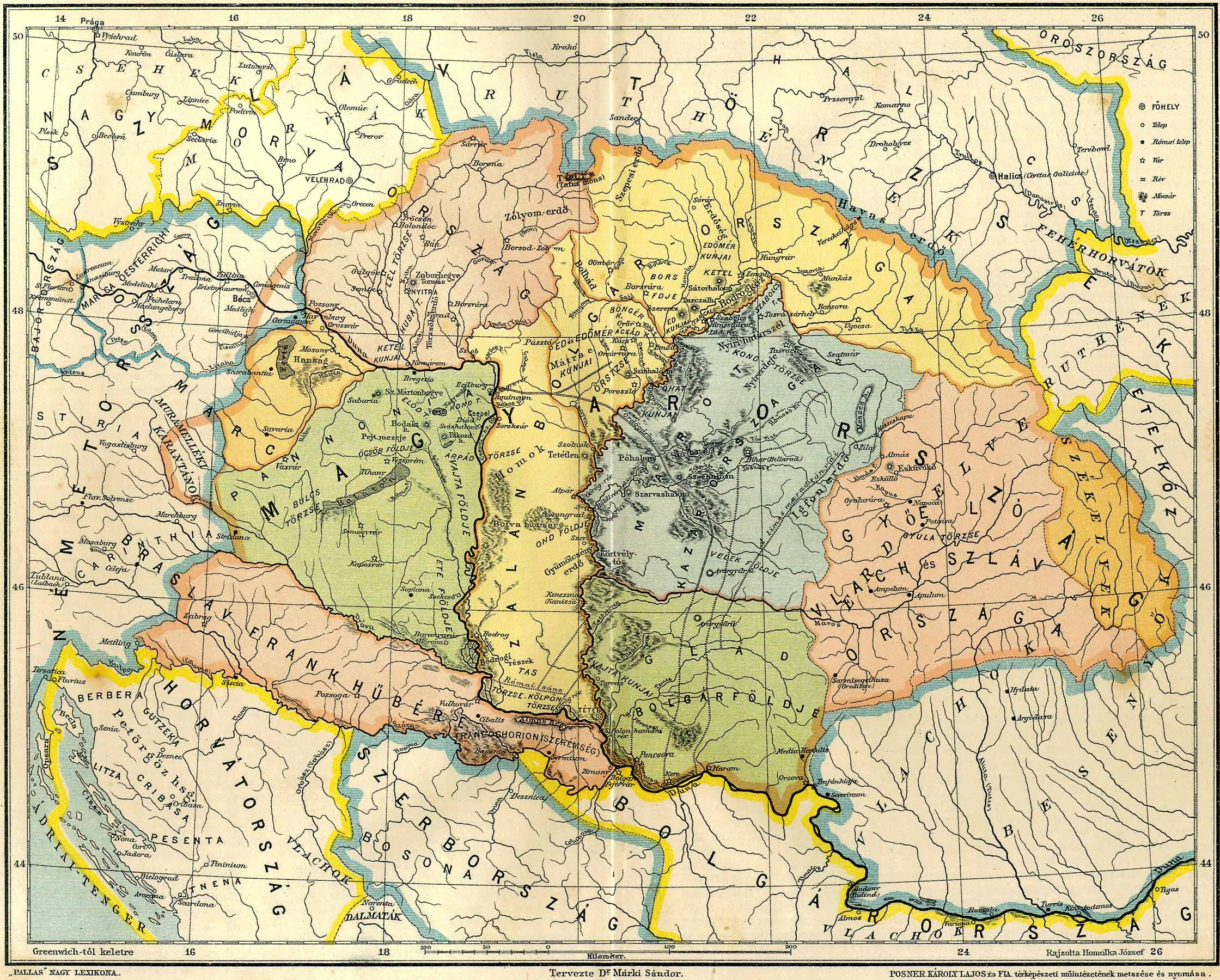
Mapa przedstawiająca Węgry w czasach opisywanych przez Gesta Hungarorum.

Glad – według Gesta Hungarorum (najstarszej węgierskiej kroniki) wódz Kumanów władający Banatem w chwili najazdu Madziarów pod wodzą Arpada.
Według kroniki Glad miał przybyć do Banatu po wygnaniu z grodu Widyń. Jego panowanie miało rozciągać się od rzeki Maruszy do Haram i Orszowy nad Dunajem. W czasie najazdu Madziarów na Nizinę Węgierską, zastąpił im drogę pod Piaszczystym Brodem nad rzeką Temesz. W bitwie, w której dowodził połączonym zastępem Kumanów, Wołochów i Bułgarów, otoczony przez Węgrów poniósł klęskę i zbiegł do grodu Keve. Gdy po trzech dniach Węgrzy podeszli pod Keve, zawarł pokój z najeźdźcami i poddał im gród.
Postać Glada uważa się za fikcyjną, utworzoną od nazwy nieistniejącej dziś miejscowości Galád na pograniczu rumuńsko-serbskim, choć część badaczy uważa go za historycznego księcia wołoskiego lub bułgarskiego.
Potomkiem Glada miał być Ajtony.